# ويليام رامزي (سمسار العقارات)
ويليام رامزي (بالإنجليزية: William Ramsay)‏ هو سمسار العقارات أسترالي، ولد في 6 يونيو 1868، وتوفي في 4 سبتمبر 1914.